# فلاديسلاف كاباوايف
فلاديسلاف كاباوايف (بالأوكرانية: Кабаєв Владислав Олександрович)‏ (1 سبتمبر 1995 بأوديسا في أوكرانيا - ) هو لاعب كرة قدم أوكراني في مركز الهجوم. شارك مع منتخب أوكرانيا تحت 17 سنة لكرة القدم. أما مع النوادي، فقد لعب مع تشورنومورتس أوديسا وFC Chornomorets-2 Odesa ‏.

## روابط خارجية
- فلاديسلاف كاباوايف على موقع الاتحاد الأوربي (الإنجليزية)
- فلاديسلاف كاباوايف على موقع اتحاد أوكرانيا (الإنجليزية)
- فلاديسلاف كاباوايف على موقع قاعدة بيانات كرة القدم.إي يو (الإنجليزية)
- فلاديسلاف كاباوايف على موقع Soccerway.com (الإنجليزية)
- فلاديسلاف كاباوايف على موقع عالم كرة القدم.نت (الإنجليزية)